# Mendicula ferruginosa
Mendicula ferruginosa is een tweekleppigensoort uit de familie van de Thyasiridae. De wetenschappelijke naam van de soort is voor het eerst geldig gepubliceerd in 1844 door Forbes.